# Transennella gerrardi
Transennella gerrardi is een tweekleppigensoort uit de familie van de Veneridae. De wetenschappelijke naam van de soort is voor het eerst geldig gepubliceerd in 1958 door Abbott.